# Мадхепур (округ)
Мадхепур (хинди मधेपुरा जिला; англ. Madhepur) — округ на востоке индийского штата Бихар. Образован 9 мая 1981 года из части территории округа Сахарса. Административный центр — город Мадхепур. Площадь округа — 1787 км². По данным всеиндийской переписи 2001 года население округа составляло 1 526 646 человек. Уровень грамотности взрослого населения составлял 36,07 %, что значительно ниже среднеиндийского уровня (59,5 %).